# Trịnh Thị Tuyên
Trịnh Thị Tuyên (chữ Hán: 鄭氏瑄; 1471 - 13 tháng 11, 1509), còn gọi là Huy Từ Kiến hoàng hậu (徽慈建皇后), là chính phi của Kiến vương Lê Tân nhà Hậu Lê. Bà là mẹ ruột của vua Lê Tương Dực là bà nội của vua Lê Chiêu Tông.

## Tiểu sử
Trịnh Thị Tuyên quê ở người làng Thủy Chú, huyện Lôi Dương, là con gái thứ tư của Đô đốc thiêm sự kiêm Tả công chính Trịnh Trọng Phong (鄭仲峯), ông nội là công thần Trịnh Khắc Phục.
Năm 1484, lúc đó bà được 13 tuổi, tuyển vào làm chính phi cho Kiến vương Lê Tân. Bà sinh ra 4 người con trai: con cả Lê Sùng, con thứ Lê Oanh, con thứ ba Lê Vinh và con út Lê Quyên.
Năm 1509) Lê Uy Mục giết hại tông thất, nghi kỵ hoàng thúc và các hoành huynh, hoàng đệ. Khi Giản Tu công dựng cờ nổi dậy ở Tây Đô, Uy Mục bèn giết chết Lê Sùng, Lê Vinh, Lê Quyên cùng với bà. Lúc đó bà được 38 tuổi. Khi Giản Tu công về kinh sư, nghe tin mà đau xót lắm, lòng căm phẫn, sai người lo việc mai táng chu đáo.
Giản Tu công lên ngôi hoàng đế, sử gọi là Lê Tương Dực. Ngày 17 tháng 12, năm ấy, truy tôn Kiến vương Tân làm hoàng đế, truy tôn Trịnh phu nhân thụy hiệu Huy Từ Trang Huệ Kiến hoàng hậu (徽慈荘惠建皇后). Ngày 19, dời về chôn ở làng Mỹ Xá, huyện Ngự Thiên.
Về sau, lại truy tôn thêm thụy cho bà thành: Huy Từ Trang Huệ Gia Lượng Nhu Thánh Hòa Mục Tín Khiêm Minh Chính Ý Thuần Phúc Khánh Kiến hoàng hậu (徽慈荘惠嘉亮柔聖和穆信謙明正懿淳福慶建皇后).